# Desmolaimus tristis
Desmolaimus tristis är en rundmaskart som beskrevs av Allgen 1929. Desmolaimus tristis ingår i släktet Desmolaimus och familjen Linhomoeidae. Arten är reproducerande i Sverige. Inga underarter finns listade i Catalogue of Life.